# Megasorex gigas
Genre
Espèce
Statut de conservation UICN

 LC  : Préoccupation mineure
Megasorex gigas est une espèce de mammifères de la famille des Soricidae, une musaraigne, la seule de son genre, Megasorex.